# Humberside Liberators
Gli Humberside Liberators sono stati una squadra di football americano di Kingston upon Hull, in Gran Bretagna. Fondati nel 1982 come Hull Kingston Liberators (poi semplicemente Kingston Liberators), nel 1990 hanno assunto il nome definitivo, per chiudere alla fine della stagione 1991.

## Dettaglio stagioni

### Tornei nazionali

#### BGFL Premiership
| Stagione | regular season | regular season | regular season | regular season | regular season | regular season | playoff | playoff | playoff | playoff | playoff | playoff   | playoff    |
|          | Vin            | Par            | Per            | Tot            | PF             | PS             | Vin     | Per     | Tot     | PF      | PS      | risultato | avversaria |
| -------- | -------------- | -------------- | -------------- | -------------- | -------------- | -------------- | ------- | ------- | ------- | ------- | ------- | --------- | ---------- |
| 1988     | 6              | 1              | 3              | 10             | 315            | 196            | -       | -       | -       | -       | -       | -         | -          |
| Totale   | 6              | 1              | 3              | 10             | 315            | 196            | -       | -       | -       | -       | -       |           |            |

Fonti: Enciclopedia del Football - A cura di Roberto Mezzetti